# Shuta Doi
Shuta Doi (土居 柊太 Doi Shuta?, nacido el 29 de febrero de 1996 en Saitama) es un futbolista japonés que se desempeña como centrocampista.

## Trayectoria

### Clubes
| Club              | País  | Año         |
| ----------------- | ----- | ----------- |
| FC Machida Zelvia | Japón | 2018 - 2021 |

## Estadística de carrera

### J. League
| Club              | Año   | J. League | J. League | Copa J. League | Copa J. League | Total | Total |
| Club              | Año   | Part.     | Goles     | Part.          | Goles          | Part. | Goles |
| ----------------- | ----- | --------- | --------- | -------------- | -------------- | ----- | ----- |
| FC Machida Zelvia | 2018  | 22        | 2         | -              | -              | 22    | 2     |
| Total             | Total | 22        | 2         | 0              | 0              | 22    | 2     |